# Maxera oblita
Maxera oblita är en fjärilsart som beskrevs av Moore 1882. Maxera oblita ingår i släktet Maxera och familjen nattflyn. Inga underarter finns listade i Catalogue of Life.